# Centroctena imitans
Centroctena imitans là một loài bướm đêm thuộc họ Sphingidae. Nó được tìm thấy ở wooded areas of miền đông châu Phi, từ Mozambique tới miền đông Kenya.
Chiều dài cánh trước 29–31 mm. Nó rất giống Centroctena rutherfordi.